# 亨巴赫河 (雷德尼茨河支流)
49°18′14″N 11°04′33″E / 49.303941°N 11.075822°E

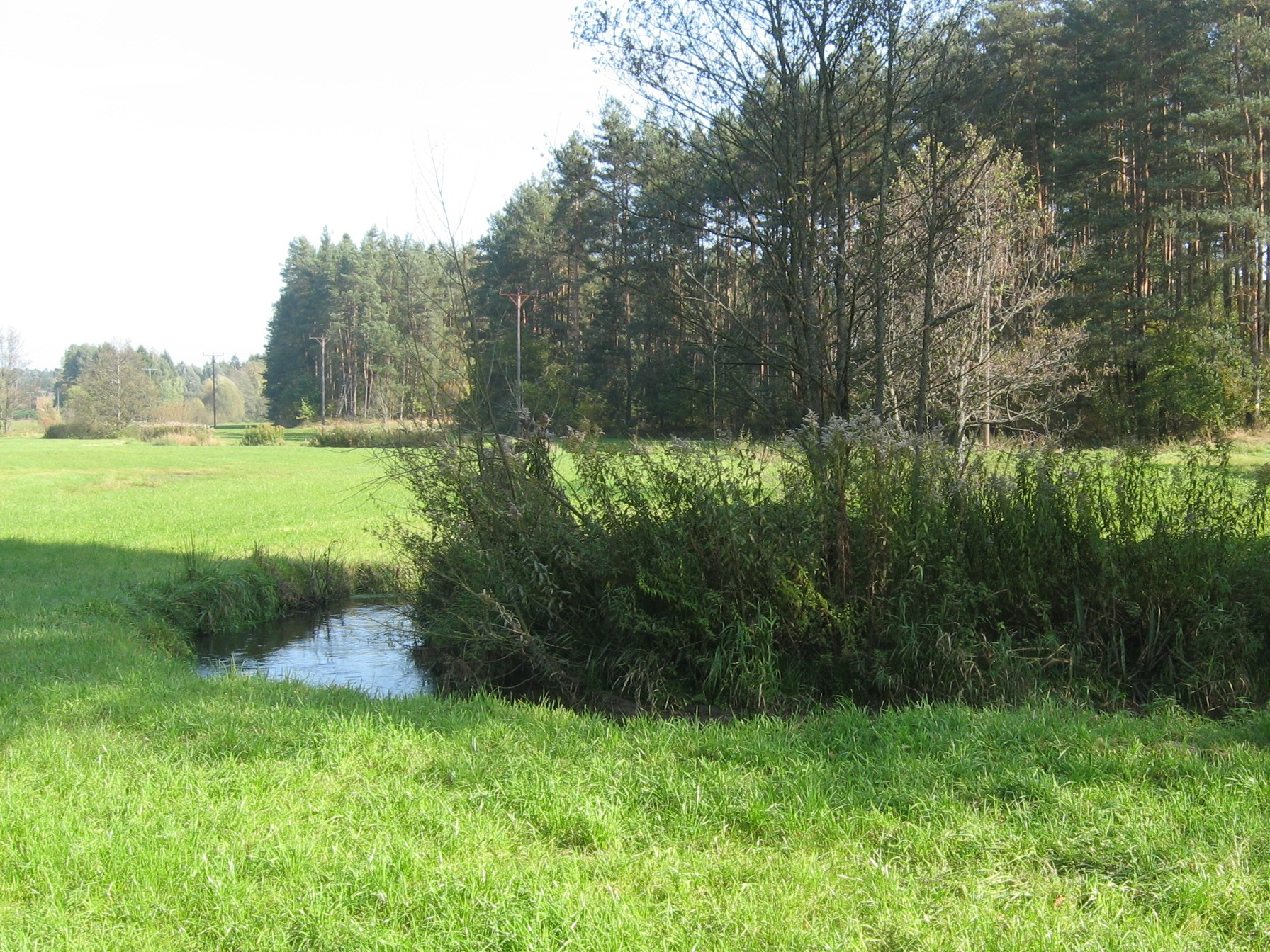

亨巴赫河是德國的河流，位於該國東南部，由巴伐利亞負責管轄，屬於雷德尼茨河的支流，河道全長21.7公里，流域面積56.6平方公里，流經羅特縣。